# Real Love (Clean Bandit & Jess Glynne)
Real Love is een nummer van de Britse electrogroep Clean Bandit en zangeres Jess Glynne. Het is de eerste single van de speciale editie van Clean Bandits debuutalbum New Eyes, en de tweede single van Glynne's debuutalbum I Cry When I Laugh.
De dansbare ballad werd vooral in het Verenigd Koninkrijk en het Duitse taalgebied een hit. In het VK haalde "Real Love" de nummer 2-positie. In het Nederlandse taalgebied was het nummer echter minder succesvolle. In Nederland haalde het de 16e positie in de Tipparade, en in Vlaanderen de 9e positie in de Tipparade.